# Topologia geral
Topologia geral é um ramo da matemática que preocupa-se com o estudo da generalização dos conceitos de distância, continuidade e convergência. O objeto central desse estudo são os espaços topológicos e as funções contínuas entre tais espaços.

## História
O nascimento da topologia geral ocorre durante a tentativa de reformular o cálculo diferencial e integral, baseando-se em conceitos mais formais. O que antes era entendido através de noções intuitivas baseadas na geometria euclidiana e na mecânica (Newton e Leibniz, século XVII), começou a ser formulado dentro da linguagem matemática: definição de limite de sequências (D'Alembert  e Cauchy no século XVIII), formulação dos testes de convergência (D'Alembert, Cauchy, Gauss, Weierstrass), a definição precisa de continuidade de funções (Bolzano e Weierstrass), e a construção de uma teoria formal sobre os números reais (Richard Dedekind, Méray, Cantor e Cauchy).
Entre 1879 e 1894 Cantor publicou estudos a respeito de problemas envolvendo séries trigonométricas, focando seus estudos em alguns pontos patológicos. Essas investigações o levaram a desenvolver os princípios da teoria dos conjuntos e da topologia, introduzindo conceitos fundamentais no estudo de subconjuntos do espaço euclidiano, juntamente com contemporâneos como Jordan, Borel, Poincaré, René-Louis Baire e Lebesgue.
A mudança para o estudo de espaços abstratos foi precedida por Riemann e seus estudos de variedades 2-dimensionais e espaços de funções. Outras contribuições foram dadas pelos estudos de curvas de Ascoli e Émile Borel e as pesquisas de conjuntos de funções feitas por Arzelà, Volterra, Hilbert e Fredholm. Finalmente, espaços abstratos começaram a ser introduzidos por valta de 1905 pelas mãos de Riesz, Vietoris e Frechét. Em 1914, Felix Hausdorff introduziu o conceito de vizinhança, culminando, assim, a primeira definição satisfatória de um espaço topológico, seguido pela introdução do primeiro axioma de enumerabilidade, dado por Root também em 1914. Paralelamente, em 1916, Robert Lee Moore também introduzia axiomas para o estudo de espaços abstratos. A definição atual de um espaço topológico é devida a Kuratowski e os primeiros resultados importantes feitos sobre espaços abstratos podem ser encontrados nos trabalhos de Kuratowski, Alexandroff, Hausdorff e Urysohn.

## Estudos
A topologia geral está focada na classificação de espaços topológicos, o que é feito através de axiomas de separação, axiomas de enumerabilidade, e conceitos relacionados a compacidade, tais como a propriedade de Lindelöff e paracompacidade, metrizabilidade e completude, conexidade, dimensão, uniformidade, entre outros. Envolvem-se em tais estudos os conceitos de operações com espaços topológicos, tais como subespaços, produtos, somas, quocientes e espaços de funções; finalmente, funções contínuas, homeomorfismos, sequências, redes e filtros cuidam do estudo de continuidade e convergência entre espaços topológicos.
Muito do que é feito em topologia geral possui profunda relação com a teoria dos conjuntos, dependo fortemente dos conceitos de números Número ordinal e Número Cardinal, axioma da escolha e a hipótese do continuum e provas de Consistência lógica e independência.